# Evangelische Kirche (Röddenau)

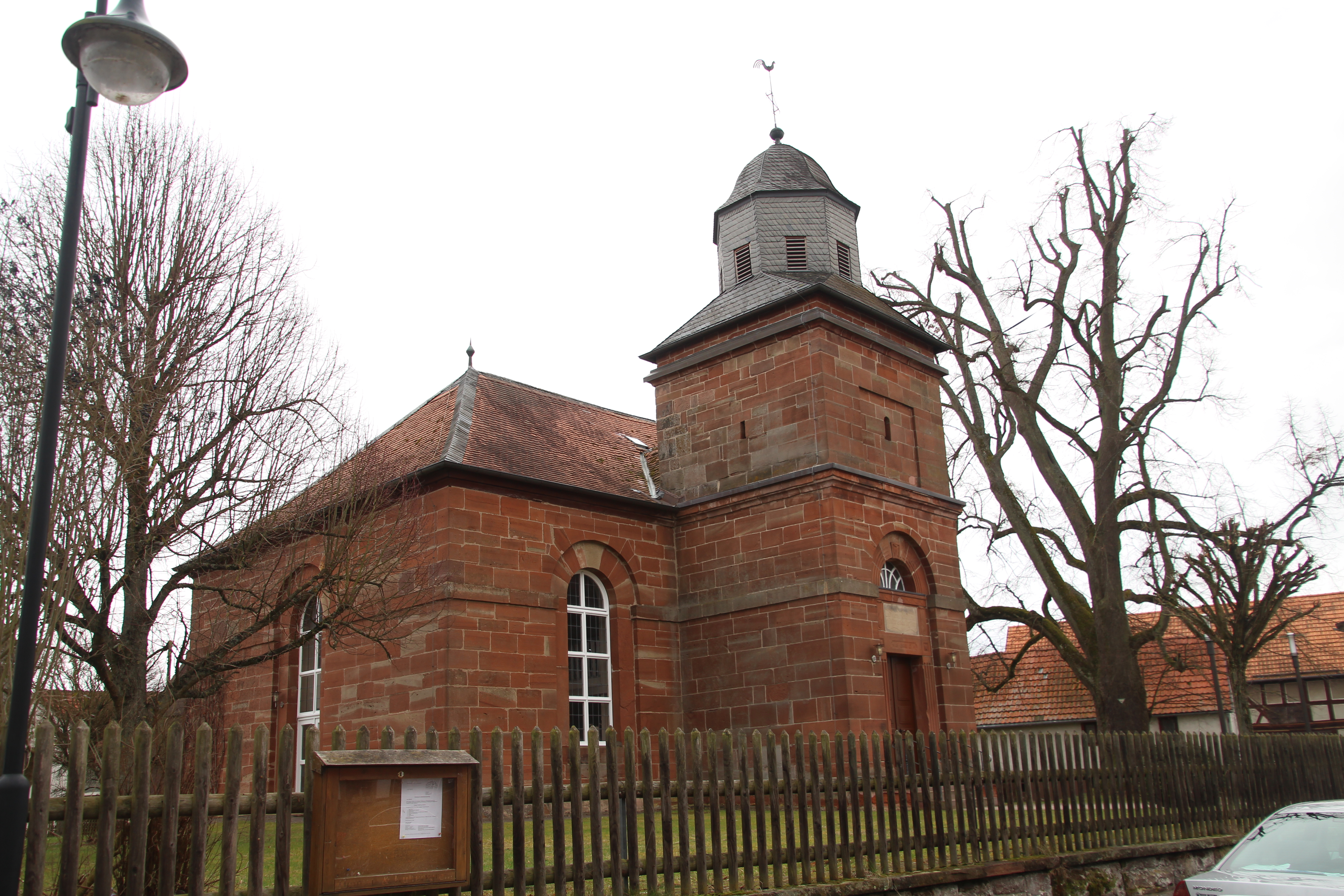
Blick von Nordwesten

Die Evangelische Kirche in Röddenau in der Gemeinde Frankenberg im Landkreis Waldeck-Frankenberg (Hessen) ist eine denkmalgeschützte Saalkirche. Der quergelagerte klassizistische Bau wurde in den Jahren 1818/1819 mit Rundbogenfenstern und vorgelagertem Westturm mit Welscher Haube gebaut.

## Geschichte

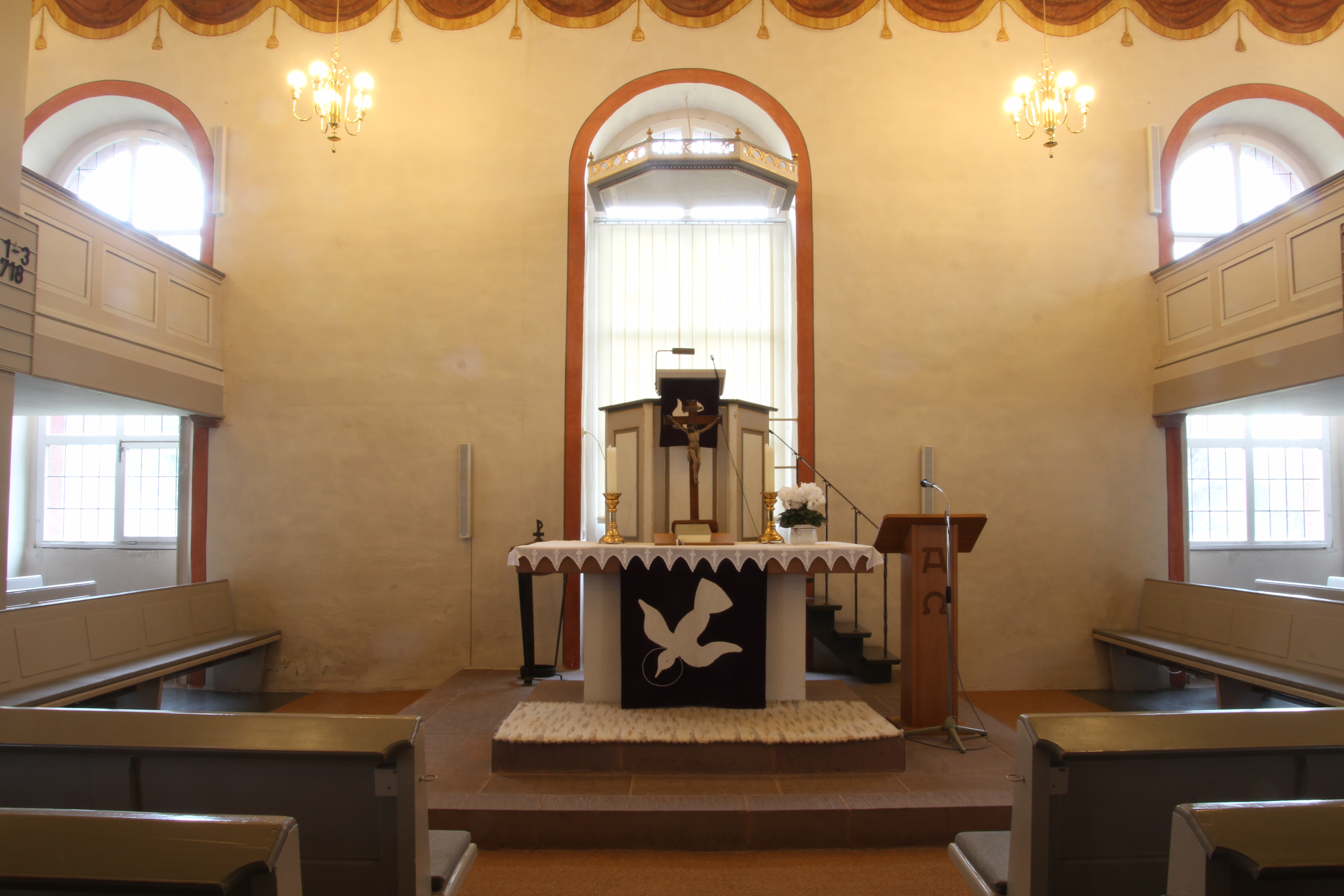
Innenraum

Die Erwähnung des Zehnten und von Besitz im Jahr 1108 weist auf die Existenz einer Kirche hin, die urkundlich erstmals 1184 bezeugt ist (ecclesia). Ein Pleban ist für 1220 und 1240 bezeugt (plebanus). In spätmittelalterlicher Zeit bildete Röddenau einen eigenen Sendbezirk im Dekanat „Kesterburg“ (Christenberg) im Archidiakonat St. Stephan innerhalb der Erzdiözese Mainz.
Mit Einführung der Reformation in der Landgrafschaft Hessen 1526 wechselte der Ort zum evangelischen Bekenntnis. Erster evangelischer Pfarrer war Johannes Stipp (genannt Christiani), der von 1527 bis 1561 in Röddenau wirkte. Die Gemeinde nahm 1606 unter Landgraf Moritz den reformierten Glauben an, um mit dessen Abdankung 1624 endgültig zum lutherischen zurückzukehren.
Die mittelalterliche Kirche wurde im Jahr 1768 umfassend erneuert und 1783 zum Teil abgebrochen und um ein Obergeschoss aus Fachwerk aufgestockt. Trotz der Erneuerung folgte im Jahr 1818 der vollständige Abriss und bis 1819 an derselben Stelle der Neubau unter Baumeister F. R. Gülich. Der Entwurfsverfasser war Nikolaus Erdmann Arend. 1861 wurden Veränderungen im Innenraum vorgenommen.
Die Gemeinde schaffte 1951 eine neue Glocke der Firma Rincker an. Im Jahr 1962 folgte eine umfassende Innenrenovierung, bei der die Ausrichtung der Kirchenausstattung um 90 ° gedreht wurde. Die Emporen wurden entsprechend umgebaut, der Eingang nach Westen verlegt und die Prinzipalien nach Osten ausgerichtet. Die Kirchenrenovierung von 1980/1981 schloss die Stabilisierung der Emporen und einen neuen Anstrich ein. Unterhalb der Decke wurden 1985 Reste von Malereien freigelegt und rekonstruiert, die Vorhänge imitieren.

## Architektur
Die geostete, aus behauenen Rotsandsteinquadern im Stil des Klassizismus errichtete Kirche steht im Ortszentrum.
Die Außenwände haben flache Sockel und in Kämpferhöhe ein umlaufendes Sandsteinband. Drei Rundbogenfenster mit Blendbögen im Osten, zwei im Westen und je eins an den Schmalseiten belichten den Innenraum. Sie haben Holzrahmen mit Bleiverglasung. Dem Walmdach sind an beiden Seiten kleine Spitzen aufgesetzt. 
Der vorgelagerte zweigeschossige Kirchturm auf quadratischem Grundriss ist an der westlichen Langseite in die Kirche eingebunden. Über dem hochrechteckigen Westportal, das neben dem Nordportal als Eingang zur Kirche dient, sind eine Bautafel und darüber ein halbkreisförmiges Bogenfenster in einer Blende eingelassen. Das etwas verjüngte und fensterlose Obergeschoss erhebt sich über einem profilierten Gesimsband, das das Traufgesims des Kirchenschiffs fortsetzt. Über einem vorkragenden Gesims vermittelt ein flaches Zeltdach zur verschieferten oktogonalen Laterne, die als Glockengeschoss dient und an allen Seiten hochrechteckige Schallluken hat. Die Haube wird von einem Turmknauf mit Kreuz und Wetterhahn bekrönt.

## Ausstattung

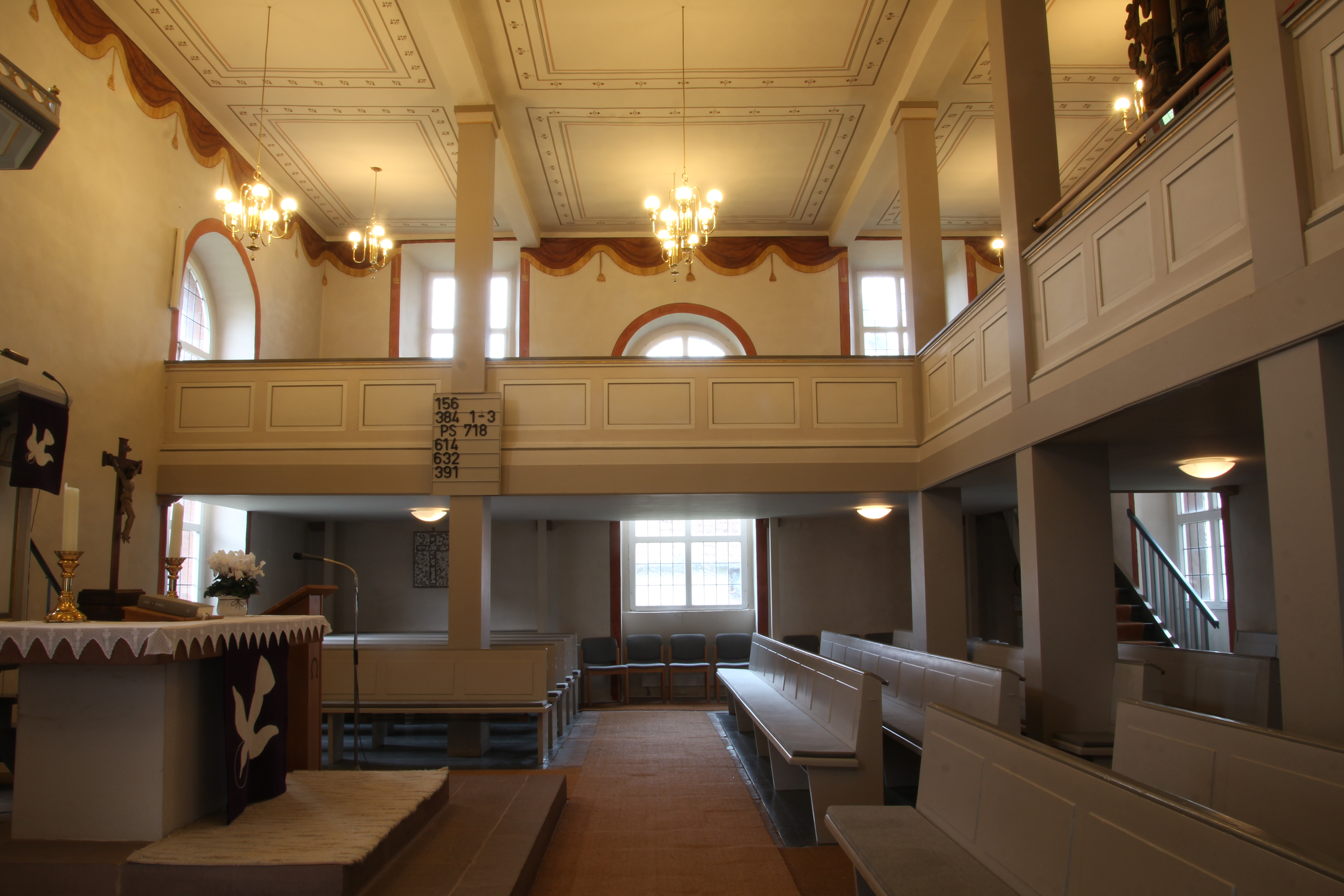
Blick nach Süden

Der in weißer Farbe gehaltene Innenraum wird von einer Flachdecke abgeschlossen, die von zwei Längsunterzügen gestützt wird, Diese ruhen auf viereckigen Stützen, die die dreiseitig umlaufende Empore einbeziehen. Die Westempore dient als Aufstellungsort für die Orgel.
Gegenüber dem Turmeingang und der Empore sind Altar und Kanzel an der Ostseite aufgestellt. Auf dem von einer massiven Sandsteinplatte bedeckten Blockaltar steht ein kleines Kruzifix des Dreinageltypus. Die dahinter aufgestellte schlichte hölzerne Kanzel hat hochrechteckige kassettierte Füllungen im polygonalen Kanzelkorb. Der Schalldeckel wird durch einen durchbrochenen Aufsatz mit kleinen vergoldeten Spitzen verziert.
An der Westwand unterhalb der Empore ist der Grabstein des Hans Dehnert († 1695) aus rotem Sandstein aufgestellt, der den Oberförster ganzfigurig und lebensgroß darstellt.

## Orgel

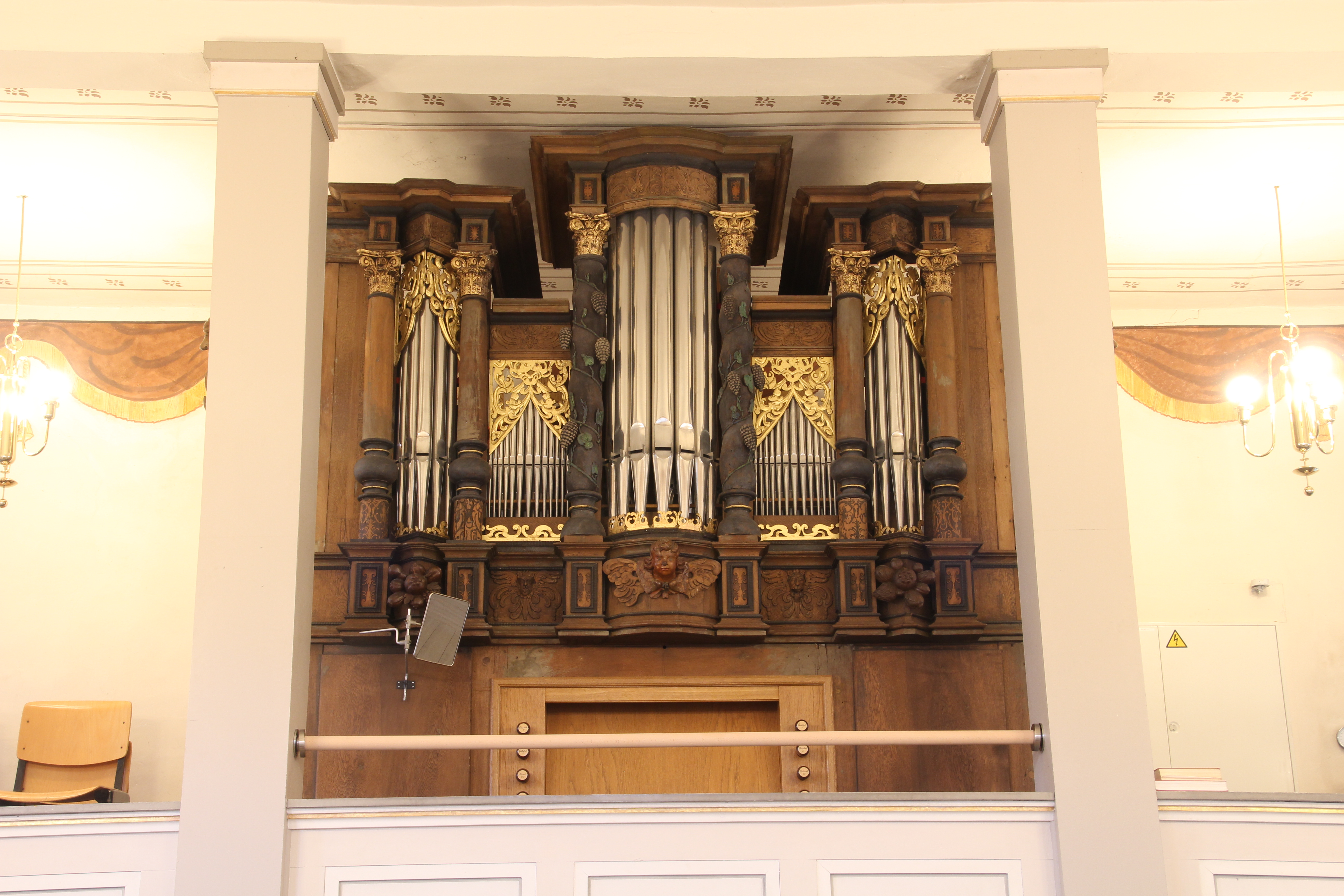
Orgel hinter historischem Gehäuse

Die barocke Orgel wurde um 1670 möglicherweise in Westfalen gebaut, im Zuge des Kirchenneubaus gebraucht erworben und von Philipp Heinrich Dickel, dem Vater von Peter Dickel, in Röddenau aufgestellt. Der fünfachsige Prospekt wird durch wuchtige Freisäulen mit vergoldeten korinthischen Kapitellen gegliedert. Er ist reich im Knorpelstil mit Intarsien verziert. Der überhöhte polygonale Mittelturm wird durch gedrehte und mit Weinranken und Trauben verzierte Säulen flankiert. Zwei niedrige Flachfelder leiten zu den schmalen äußeren Spitztürmen über. Die Flachfelder und Spitztürme haben vergoldete Schleierbretter. Im Jahr 1976 baute Werner Bosch Orgelbau in das historische Gehäuse ein neues Orgelwerk mit neun Registern auf einem Manual und Pedal ein.
| I Manual C–f3 |       |
| Holzgedackt   | 8′    |
| Quintade      | 8′    |
| Praestant     | 4′    |
| Spillpfeife   | 4′    |
| Nasat         | 2 ⁄3′ |
| Oktave        | 2′    |
| Mixtur III    | 1 ⁄3′ |

| Pedal C–   |     |
| Untersatz  | 16′ |
| Holzoktave | 8′  |

- Koppel: I/P